# Nina Sergejewna Dubotolkina
Nina Sergejewna Dubotolkina (russisch Нина Сергеевна Дуботолкина; * 20. September 1998) ist eine russische Skilangläuferin.

## Werdegang
Dubotolkina startete im November 2015 in Werschina Tjoi erstmals im Eastern-Europe-Cup und belegte dabei die Plätze 39 und 30 im Sprint und den 63. Platz über 5 km klassisch. Bei den Nordischen Junioren-Skiweltmeisterschaften 2018 in Goms gewann sie die Silbermedaille mit der Staffel und errang über 5 km klassisch den 16. Platz. Nach zweiten Plätzen im Eastern-Europe-Cup über 5 km Freistil in Schtschutschinsk und 10 km Freistil in Werschina Tjoi zu Beginn der Saison 2019/20, nahm sie im Dezember 2019 in Davos erstmals am Weltcup teil. Dabei lief sie auf den 39. Platz im Sprint und holte tags darauf mit dem 20. Platz über 10 km Freistil ihre ersten Weltcuppunkte. Bei den U23-Weltmeisterschaften 2020 in Oberwiesenthal gewann sie die Silbermedaille mit der Staffel. Zudem kam sie auf den 12. Platz im Sprint, auf den zehnten Rang über 10 km klassisch und auf den neunten Platz im 15-km-Massenstartrennen.